# Biografielijst Bi

## Bia
- Jello Biafra (1958) Amerikaans zanger en activist
- Max Biaggi (1971), Italiaans motorcoureur
- Marco Biagi (1950-2002), Italiaans politicus
- Sebastian Białecki (2003), Pools darter
- Chajiem Nachman Bialik (1873-1934), joods dichter
- Guy Biamont (?), Belgisch vakbondsbestuurder
- Bruno Bianchi (1904-1988), Italiaans zeiler
- Bruno Bianchi (1909-1986), Italiaans politicus en vakbondsbestuurder
- Jules Bianchi (1989-2015), Frans autocoureur
- Lucien Bianchi (1934-1969), Belgisch autocoureur
- Aude Biannic (1991), Frans wielrenner
- Rodolfo "Pong" Biazon (1935-2023), Filipijns politicus

## Bib
- Thomas Bibb (1783-1839), Amerikaans politicus
- William Wyatt Bibb (1781-1820), Amerikaans politicus
- Bibeb (1914-2010), Nederlands journaliste
- James Biberi (1965), Kosovaars acteur

## Bic
- Bicho (1996), Spaans voetballer
- Cornelis Johan Adriaan Bichon van IJsselmonde (1855-1923), Nederlands politicus
- Werner Bickel (19??), Duits autocoureur
- Anton Bicker Caarten (1902-1990), Nederlands molendeskundige en schrijver
- Jan Bernd Bicker (1746-1812), Nederlands patriottisch politicus
- Kevin Bickner (1996), Amerikaans schansspringer
- Bence Biczó (1993), Hongaars zwemmer

## Bid
- Beau Biden (1969-2015), Amerikaans advocaat en politicus
- Hunter Biden (1970), Amerikaans advocaat en ondernemer
- Jill Biden (1951), Amerikaans persoon, echtgenote van de Amerikaanse politicus Joe Biden
- Joe Biden (1942), Amerikaans president
- Ludovico Bidoglio (1900-1970), Argentijns voetballer
- Nezha Bidouane (1969), Marokkaans atlete
- Shelford Bidwell (1848-1909), Engels natuurkundige en uitvinder

## Bie

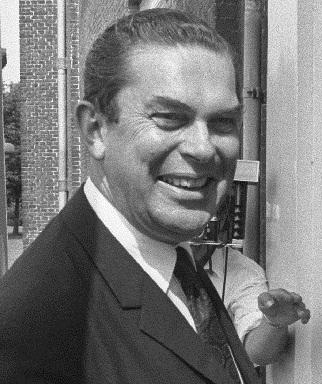
Barend Biesheuvel

- Christiaan de Bie (1792-1863), Nederlands politiefunctionaris
- Dick de Bie (1953-2023), Surinaams minister
- Peter de Bie (1950-2025), Nederlands journalist en radiopresentator
- Wim de Bie (1939-2023), Nederlands cabaretier en schrijver
- Jasmien Biebauw (1990), Belgisch volleybalster
- Heidi Biebl (1941-2022) Duitse alpineskiester
- Paul Biedermann (1986), Duits zwemmer
- Paul Biegel (1925-2006), Nederlands kinderboekenschrijver
- Richard Biegenwald (1940-2008), Amerikaans moordenaar
- Krzysztof Biegun (1994), Pools schansspringer
- Jessica Biel (1982), Amerikaans actrice
- Henriette Bie Lorentzen (1911-2001), Noors humaniste, feministe, verzetsstrijdster en vredesactiviste
- Tuvia Bielski (1906-1987), Pools partizanenleider
- August Bier (1861-1949), Duits medicus
- Ambrose Bierce (1842-1913?), Amerikaans schrijver en columnist
- Pepijn Bierenbroodspot (1965), Nederlands presentator en voice-over
- Alain Bieri (1979), Zwitsers voetbalscheidsrechter
- Guus Bierings (1956), Nederlands wielrenner
- Craig Bierko (1964), Amerikaans acteur en zanger
- Brigitte Bierlein (1949-2024), Oostenrijks juriste en politica; bondskanselier (2019-2020)
- Douwe Jans Bierma (1891-1950), Nederlands politicus
- Henri Bierna (1905-1944), Belgisch voetballer
- Harold Biervliet (1940-2025), Surinaams-Nederlands musicus
- Bolesław Bierut (1892-1956), president van Polen (1947-1952)
- Loek Biesbrouck (1921-2005), Nederlands voetballer
- Jacob Willem van den Biesen (1797-1845), Nederlands journalist en uitgever
- Barend Biesheuvel (1920-2001), premier van Nederland (1971-1973)
- J.M.A. (Maarten) Biesheuvel (1939-2020), Nederlands schrijver
- Alain Van der Biest (1943-2002), Belgisch politicus
- Bram Biesterveld (1938-2025), Nederlands acteur
- Kune Biezeveld (1948-2008), Nederlands predikante en theologe
- Nicolaas Biezeveld (1849-1934), Nederlands gemeentearchitect

## Bif
- Jerome Biffle (1928-2002), Amerikaans atleet

## Big

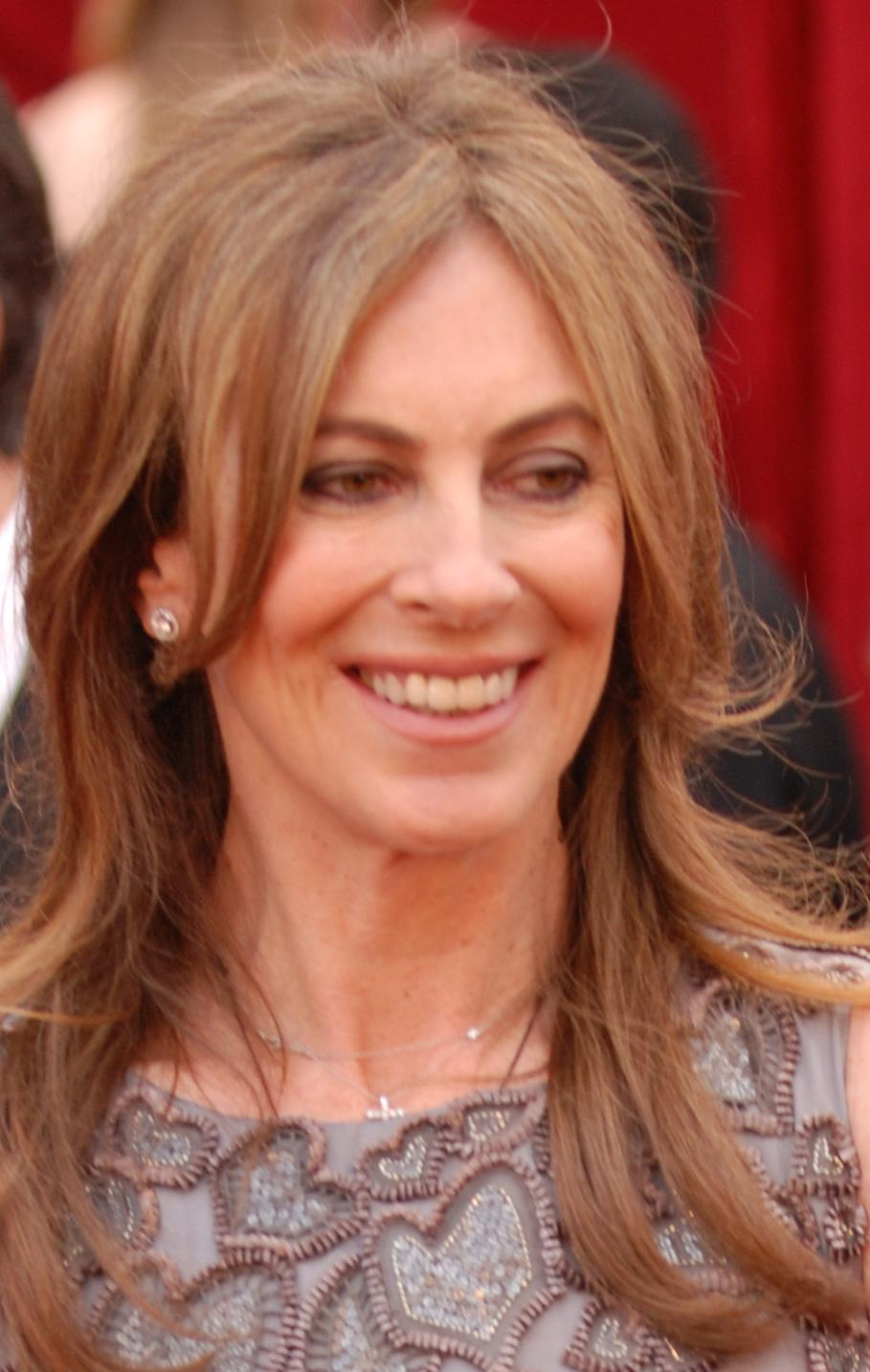
Kathryn Bigelow

- Big L (1974-1999), Amerikaans rapper
- Big Syke (1968-2016), Amerikaans rapper
- Big Van Vader, (1955-2018) Amerikaans professioneel worstelaar
- Bam Bam Bigelow (1961-2007), Amerikaans professioneel worstelaar
- Charles Bigelow (1945), Amerikaans letterontwerper
- Kathryn Bigelow (1951), Amerikaans filmregisseuse en scenarioschrijfster
- Casey Biggs (1955), Amerikaans actrice
- Ralph Biggs (1976), Amerikaans basketballer
- Richard Biggs (1960-2004), Amerikaans acteur, filmproducent en scenarioschrijver
- Ronnie Biggs (1929-2013), Brits treinrover
- Luigi Bigiarelli (1875-1908), Italiaans atleet
- Heinz Bigler (1949-2021), Zwitsers voetballer en coach
- Reynaldo Bignone (1928-2018), Argentijns generaal en president
- Betty Bigombe (1954), Oegandees politica

## Bij
- Afroditi-Piteni Bijker (1986), Nederlands actrice
- Dirk-Jan Bijker (1946-2001), Nederlands tv-presentator, producer en regisseur
- Rebecca Bijker (1975), Nederlands tv-presentatrice
- Anne van der Bijl (1928-2022), Nederlands zendeling
- Cees Bijl (1955), Nederlands politicus en burgemeester
- Guillaume Bijl (1946-2025), Belgisch beeldhouwer en installatiekunstenaar
- Henk van der Bijl (1925), Nederlands voetballer
- Martine Bijl (1948-2019), Nederlands zangeres, actrice, schrijfster en cabaretière
- Thomas van der Bijl (1956-2006), Nederlands caféhouder en misdaadslachtoffer
- Hendrikje Imca Bijl (1941), Nederlands zangeres
- Ank Bijleveld (1962), Nederlands politica
- Joke Bijleveld (1940), Nederlands atlete
- Philomena Bijlhout (1957), Surinaams-Nederlands televisiepresentatrice en politica
- Vincent Bijlo (1965), Nederlands cabaretier en schrijver
- Gerrit Bijlsma (1929-2004), Nederlands waterpolospeler
- Johannes Martin Bijvoet (1892-1980), Nederlands scheikundige

## Bik
- Theodore Bikel (1924-2015), Oostenrijks acteur en zanger
- Abebe Bikila (1932-1973), Ethiopisch atleet
- Worku Bikila (1968), Ethiopisch atleet
- Herbertus Bikker (1916-2008), Nederlands oorlogsmisdadiger
- Mirjam Bikker (1982), Nederlands politica
- Steve Biko (1946-1977), Zuid-Afrikaans anti-apartheidsactivist
- Elizaveta Bikova (1913-1989), Russisch schaakster
- Alevtina Biktimirova (1982), Russisch atlete

## Bil

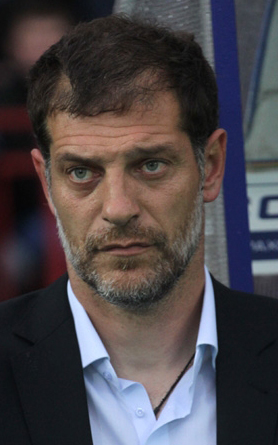
Slaven Bilić

- Oleksandr Bilanenko (1978), Oekraïens biatleet
- Carlos Bilardo (1939), Argentijns voetballer en voetbalcoach
- Izaskun Bilbao (1961), Spaans juriste en politica
- Harry Sven-Olof Bild (1936-2025), Zweeds voetballer
- Nicole Bilderback (1975), Amerikaans actrice
- Willem Bilderdijk (1756-1831), Nederlands advocaat, geschiedkundige en dichter
- Michal Bílek (1965), Tsjechisch voetballer en voetbalcoach
- Simone Biles (1997), Amerikaans turnster
- Ivan Bilibin (1876-1942), Russisch illustrator
- Mate Bilić (1980), Kroatisch voetballer
- Slaven Bilić (1968), Kroatisch voetballer en voetbalcoach
- Roman Biliński (2004), Pools-Brits autocoureur
- Simonas Bilis (1993), Litouws zwemmer
- Giovanni Biliverti (1585-1644), Italiaans kunstschilder
- Suzaan van Biljon (1988), Zuid-Afrikaans zwemster
- Nico van Biljouw (1940-1993), Nederlands evangelist
- Acker Bilk (1929-2014), Brits klarinettist
- Jetske Bilker (1960), Nederlands-Fries schrijfster
- Georg Christoph Biller (1955-2022) Duits dirigent en componist
- Yves Billet (1934-1991), Belgisch kunstschilder
- Julie Billiart (1751-1816), Frans congregatiestichtster en heilige
- Barbara Billingsley (1915-2010), Amerikaans actrice
- Thomas Billington (Dynamite Kid) (1958-2018), Engels professioneel worstelaar
- Steve Billirakis (1986), Amerikaans pokerspeler
- Chauncey Billups (1976), Amerikaans basketballer
- Chuck Billy (1962), Amerikaans metalzanger (indiaan)
- Joeri Bilonoh (1974), Oekraïens atleet

## Bim
- Thomas Bimis (1975), Grieks schoonspringer
- Klenie Bimolt (1945), Nederlands zwemster

## Bin

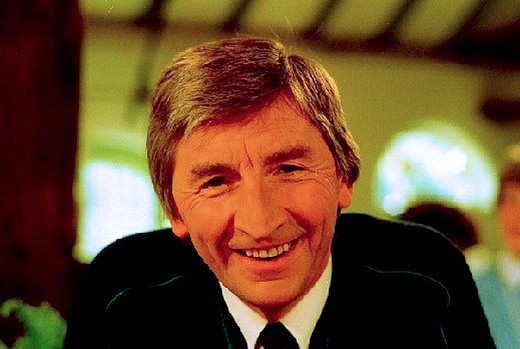
Henk Binnendijk

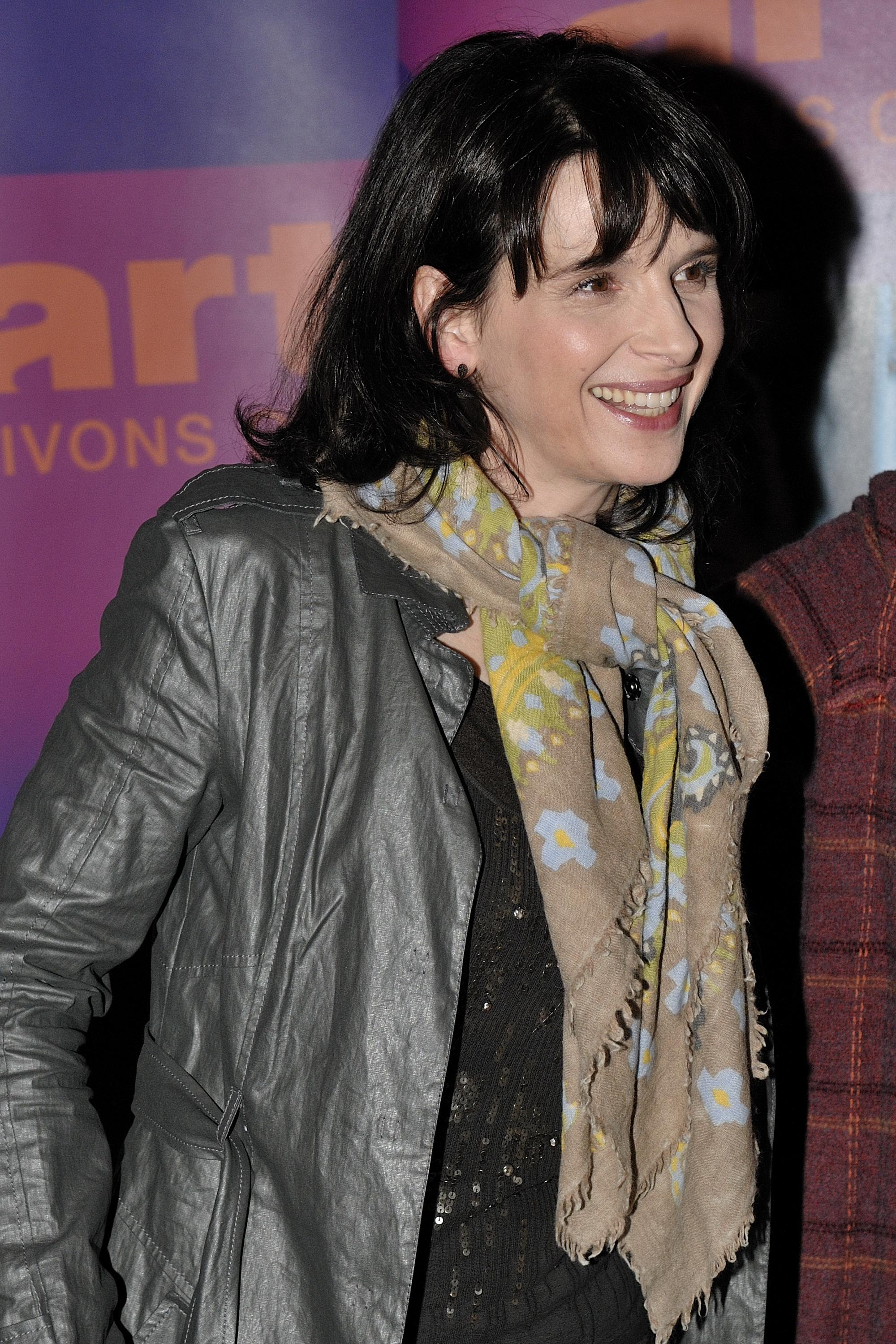
Juliette Binoche

- Alberto Binaghi (1964), Italiaans golfer
- Jejomar Binay (1942), Filipijns vicepresident
- Nancy Binay (1973), Filipijns senator
- Gilles Binchois (15e eeuw), Waals componist
- Jerzy Bińczycki (1937-1998), Pools acteur
- Sham Binda (1953-2023), Surinaams ondernemer en politicus
- Brad Binder (1995), Zuid-Afrikaans motorcoureur
- Darryn Binder (1998), Zuid-Afrikaans motorcoureur
- René Binder (1992), Oostenrijks autocoureur
- Frits van Bindsbergen (1960), Nederlands wielrenner
- Mahi Binebine (1959), Marokkaans schrijver, schilder en beeldhouwer
- Alfred Binet (1870-1937), Frans psycholoog
- Émile Binet (1908-1958), Belgisch atleet
- Lewis Binford (1930-2011), Amerikaans archeoloog
- Ilse Bing (1899-1998), Duits fotografe
- Siegfried Bing (1838-1905), Duits-Frans-Joods kunsthandelaar
- R.H. Bing (1914-1986), Amerikaans wiskundige
- Michael Bingham (1986), Brits atleet
- Ward Bingley (1757-1818), Nederlands acteur en theaterdirecteur
- Henk Binnendijk (1934), Nederlands evangelist, televisiepresentator, televisieprogrammamaker, christelijk schrijver en predikant
- Brian Binnie (1956), Amerikaans testpiloot en ruimtevaarder
- Edward Binns (1916-1990), Amerikaans acteur
- Bino (1953-2010), Italiaans zanger
- Juliette Binoche (1964), Frans actrice
- Liesbeth van Binsbergen (1969), Nederlands kinderboekenschrijfster
- Peter Binsfeld (ca. 1540-1598), Duits theoloog, demonoloog en heksenvervolger
- Ludwig Binswanger (1881-1966), Zwitsers psychiater

## Bio
- Alfred Biolek (1934-2021), Duits televisiepresentator
- Didier Bionaz (2000), Italiaans biatleet
- Matt Biondi (1965), Amerikaans zwemmer
- Jean-Baptiste Biot (1774-1862), Frans natuur- en wiskundige
- Maurice Anthony Biot (1905-1985), Belgisch natuur- en wiskundige

## Bir

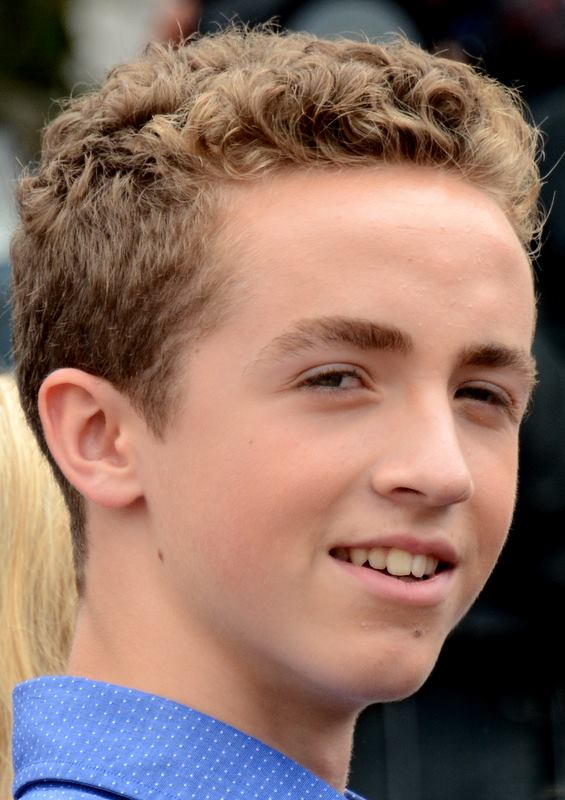
Evan Bird (2014)

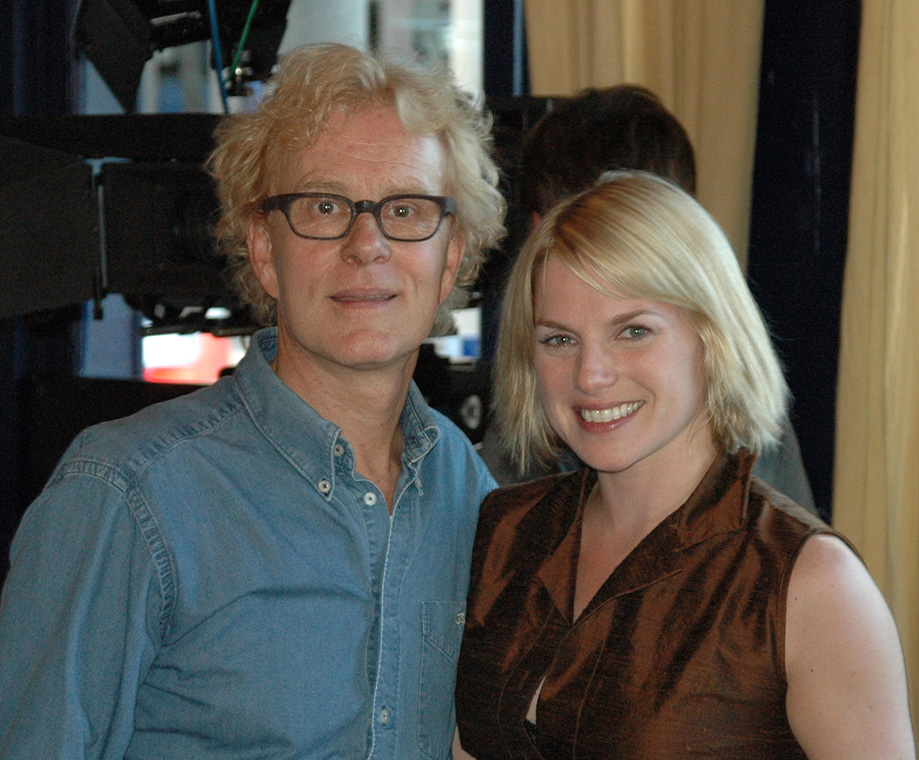
Eva Birthistle (rechts)

- Bob Birch (1956-2012), Amerikaans basgitarist
- Samuel John Lamorna Birch (1869-1955), Brits schilder
- Thora Birch (1982), Amerikaans actrice
- Charlie Bird (1949-2024), Iers journalist en presentator
- Evan Bird (2000), Canadees acteur
- John Birgen (1974), Keniaans atleet
- Birgit (1977), Nederlands zangeres
- Dejene Birhanu (1980-2010), Ethiopisch atleet
- Matthew Birir (1972), Keniaans atleet
- Anna Birjoekova (1967), Sovjet-Russisch/Russisch atlete
- Gebre Birkay (1926), Ethiopisch atleet
- Olivia Birkelund (1963), Amerikaans actrice
- Jane Birkin (1946-2023), Brits actrice en zangeres
- Tim Birkin (1896-1933), Brits autocoureur
- Eva Birnerová (1984), Tsjechisch tennisster
- Emmanuel Biron (1988), Frans atleet
- Péter Biros (1976), Hongaars waterpolospeler
- Valter Birsa (1986), Sloveens voetballer
- Annette Birschel (1960), Duits journaliste en publiciste
- Marc Birsens (1966), Luxemburgs voetballer
- Eva Birthistle (1974), Iers actrice
- Harrison Birtwistle (1934-2022), Brits componist

## Bis
- Igor Bišćan (1978), Kroatisch voetballer
- Art Bisch (1926-1958), Amerikaans autocoureur
- Marc Bischofberger (1991), Zwitsers freestyleskiër
- Freek Bischoff van Heemskerck (1917-2007), Nederlands verzetsman en lid van de huishouding van het Koninklijk Huis
- Suzanne Bischoff van Heemskerck (1950), Nederlands ambtenares en politica
- Janine Bischops (1941), Belgisch actrice
- Diego Biseswar (1988), Nederlands voetballer
- Summer Bishil (1988), Amerikaans actrice
- Abby Bishop (1988), Australisch basketbalspeelster
- Michael Bishop (1945-2023), Amerikaans schrijver (onder het pseudoniem Philip Lawson)
- Otto von Bismarck (1815-1898), Duits staatsman
- Karlee Bispo (1990), Amerikaans zwemster
- Minke Bisschops (2002), Nederlands atlete
- Sonia Bisset (1971), Cubaans atlete
- Josie Bissett (1970), Amerikaans actrice
- Terry Bisson (1942-2024), Amerikaans sciencefiction- en fantasyschrijver
- August Biswamitre (1926-2017), Surinaams politicus en vakbondsbestuurder
- Clemens Ramkisoen Biswamitre (1897-1980), Surinaams politicus

## Bit
- Aytaç Biter (1965), Turks autocoureur
- Dyanne Bito (1981), Nederlands voetbalster
- László Bitó (1934-2021), Hongaars fysioloog en schrijver
- Mátyás Bittenbinder (1992), Nederlands bioloog, schrijver en presentator
- Pieter de Bitter (ca. 1620-1666), Nederlands kapitein van de VOC
- Jozef Bittremieux (1878-1950), Vlaams theoloog
- Leo Bittremieux (1881-1946), Vlaams missionaris en taalkundige

## Biu
- Biung (1976?), Taiwanees zanger

## Biw
- Paul Biwott (1978), Keniaans atleet
- Simon Biwott (1970), Keniaans atleet
- Stanley Biwott (1986), Keniaans atleet

## Biz

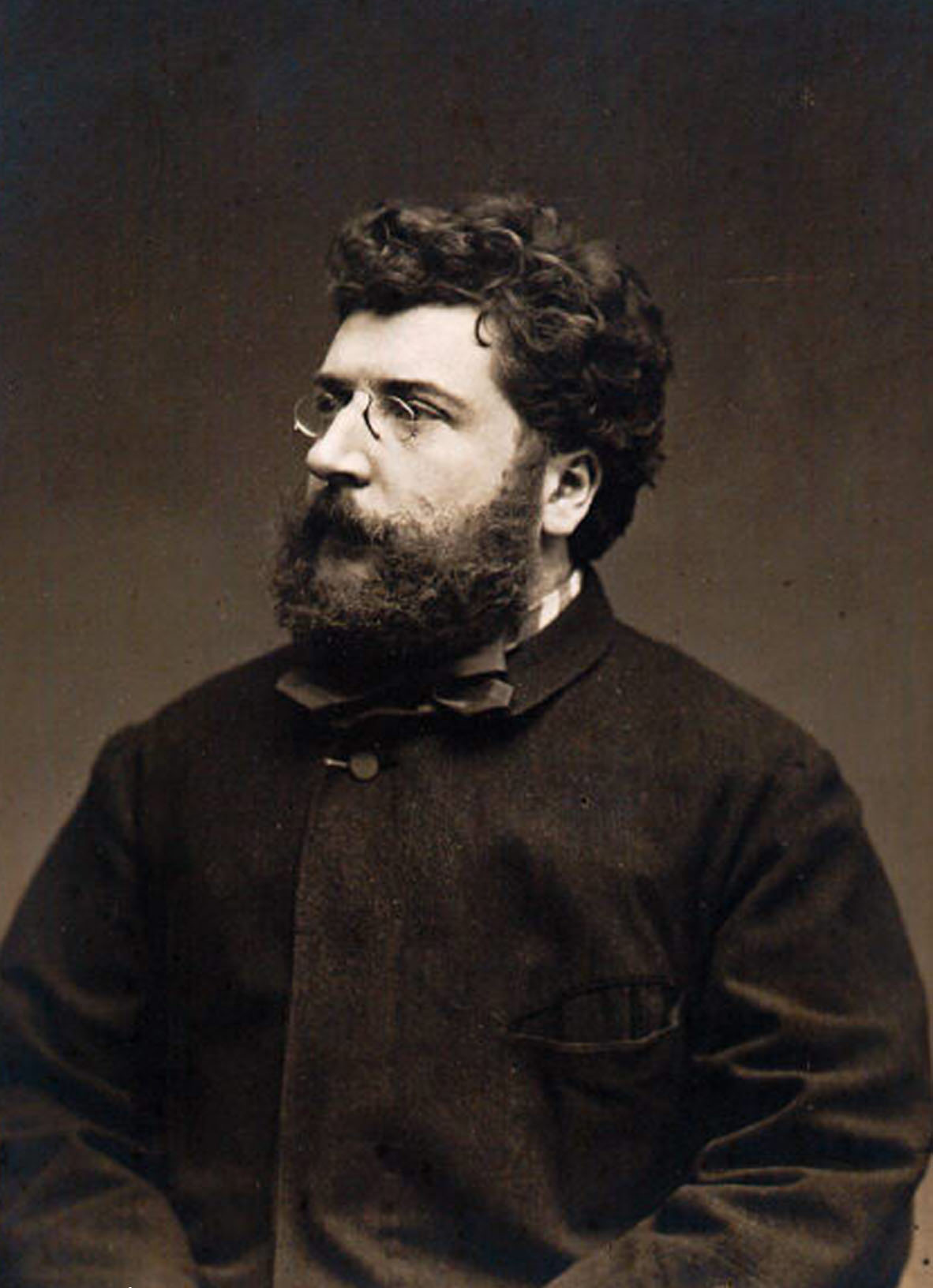
Georges Bizet

- Georges Bizet (1838-1875), Frans componist
- Giotto Bizzarrini (1926-2023), Italiaans autobouwer